# Język angielski

Połączenie Flagi Stanów Zjednoczonych i flagi Wielkiej Brytanii symbolizujące język angielski

ikona symbolizująca język angielski według standardu ISO 639-1

Język angielski, angielszczyzna (ang. English language /'ɪŋglɪʃ 'læŋgwɪʤ/, English) – język z grupy zachodniej rodziny języków germańskich, powszechnie używany w Wielkiej Brytanii, jej terytoriach zależnych oraz w wielu byłych koloniach i dominiach, m.in. Stanach Zjednoczonych, Irlandii, Kanadzie, RPA, Australii i Nowej Zelandii. Pełni funkcję języka oficjalnego bądź półoficjalnego w ponad 60 państwach.
W Wielkiej Brytanii i Australii angielski jest de facto językiem urzędowym, choć formalnie państwa te nie objęły takim statusem żadnego języka. Angielszczyzna należy do oficjalnych języków ONZ, a od XX wieku jest najczęściej używanym językiem w kontaktach międzynarodowych. Bywa określana jako pierwszy uniwersalny nowożytny język ludzkości. Stanowi główny język nauki, handlu i polityki, a w niektórych krajach także kształcenia wyższego.
Angielszczyzna wykazuje silne zróżnicowanie na podłożu geograficznym i socjalnym. Dialekty języka angielskiego częściowo różnią się fonetyką, słownictwem i gramatyką. Rolę instytucjonalnej normy porozumiewawczej pełni różnie definiowany dialekt ogólnoangielski (Standard English), występujący w różnych podwariantach narodowych. Język angielski jest obecnie źródłem zapożyczeń prawie na całym świecie, ale wcześniej to angielszczyzna ewoluowała pod wpływem innych języków.
Język angielski to język ojczysty 527 mln ludzi. Zajmuje trzecie miejsce, za hindi lub urdu (jedna grupa, języki ojczyste 588 mln ludzi) oraz chińskim (1,39 mld). Uczy się go 1,5 mld osób, dla porównania chińskiego tylko 30 mln. Angielskim jako swoim pierwszym i głównym językiem posługują się obywatele 101 państw.

## Historia

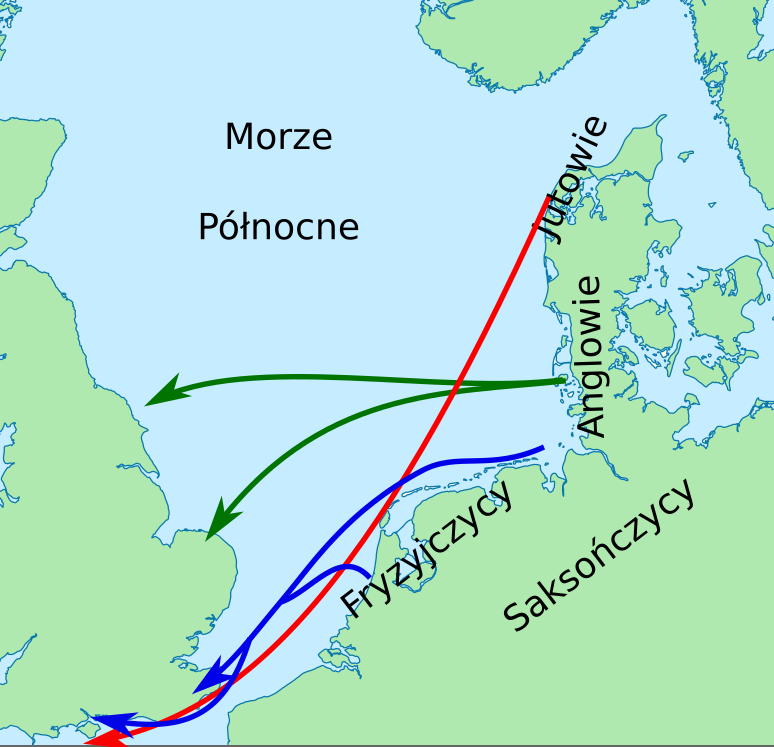
Wpływy germańskie w języku angielskim

Angielszczyzna jest językiem zachodniogermańskim, który wywodzi się z anglo-fryzyjskich i jutlandzkich narzeczy przyniesionych do Brytanii przez germańskich osadników i rzymskie wojska z terenów obecnych północnych Niemiec i Holandii. Na początku język staroangielski był zróżnicowaną grupą dialektów, obrazującą różnorodne źródła anglosaskiej ludności ówczesnej Anglii. Jeden z tych dialektów, późny zachodniosaski, w końcu zyskał przewagę. Pierwotny staroangielski był następnie pod wpływem obcym ze względu na dwie fale inwazji. Pierwsza to inwazja wikingów, użytkowników języków skandynawskich; zdobyli oni i skolonizowali część Brytanii w ósmym i dziewiątym wieku. Druga to inwazja Normanów w XI wieku. Mówili oni językiem starofrancuskim i rozwinęli anglo-normańską odmianę języka angielskiego. Te dwie inwazje spowodowały, że angielszczyzna stała się do pewnego stopnia językiem mieszanym.
Współżycie ze Skandynawami zaowocowało zauważalnym gramatycznym uproszczeniem i leksykalnym wzbogaceniem anglo-fryzyjskiego rdzenia angielszczyzny; późniejsza normańska okupacja prowadziła ku przeszczepieniu do rdzenia germańskiego bardziej wyszukanej warstwy słów z romańskiej gałęzi języków europejskich. Ten wpływ normański wprowadził angielszczyznę do sądów i urzędów. W ten sposób angielszczyzna ewoluowała w „pożyczający” język o wielkiej elastyczności i bogatym słownictwie.

## Pisownia i fonetyka
Współczesny alfabet angielski jest tożsamy z alfabetem łacińskim i składa się z dwudziestu sześciu liter:
| A a | B b | C c | D d | E e | F f |
| G g | H h | I i | J j | K k | L l |
| M m | N n | O o | P p | Q q | R r |
| S s | T t | U u | V v | W w | X x |
| Y y | Z z |     |     |     |     |

Pisownia angielska, w szczególności pisownia samogłosek, jest bardzo nieregularna. Dodatkowo występuje duże geograficzne zróżnicowanie wymowy. Dialekty różnią się na wiele sposobów, jedną z najbardziej znanych różnic jest występowanie lub niewystępowanie „r” przed spółgłoską i w absolutnym wygłosie. Dialekty różnią się też znacznie systemami samogłosek.
Jeśli chodzi o formę ortograficzną, statystycznie najczęściej występującymi literami są: „e” (występuje 56× częściej niż najrzadsze „q”), „a” (43×), „r” (39×), „i” (38×), „o” (36×), „t” (35×) i „n” (34×). Z kolei najczęściej występujące dwuliterowe zbitki to: „th”, „he”, „in”, „er”.

### Samogłoski

Samogłoski angielskie na diagramie Jonesa

Dyftongi angielskie na diagramie Jonesa

Wpływ na słownictwo angielskie

Trudno jest ustalić dokładną liczbę samogłosek angielskich; różne analizy wykazały różną ich liczbę. Mnogość dialektów i różnice metodologiczne spowodowały, że wyniki różnią się znacznie . Ogólnie przyjmuje się, że na angielski system fonetyczny składa się 12 samogłosek (iː, ɪ, uː, ʊ, e, ɜː, ə, ɔː, æ, ʌ, ɑː, ɒ) i 8 dyftongów. W języku angielskim występuje zjawisko iloczasu, tzn. samogłoski dzielą się na długie i krótkie. Na długość samogłoski w wyrazie wpływają: naturalna długość samogłoski oraz jej kontekst: najdłuższe są samogłoski naturalnie długie przed spółgłoską dźwięczną, a najkrótsze – samogłoski krótkie przed spółgłoską bezdźwięczną. Ogólnie można wyróżnić 4 różne długości samogłosek.
Angielskie samogłoski w wymowie Received Pronunciation opisuje poniższa tabela:
|             | Przednie | Przednie | Centralne | Centralne | Tylne   | Tylne |
| długie      | krótkie  | długie   | krótkie   | długie    | krótkie |       |
| ----------- | -------- | -------- | --------- | --------- | ------- | ----- |
| Przymknięte | iː       | ɪ        |           |           | uː      | ʊ     |
| Średnie     |          | e        | ɜː        | ə         | ɔː      |       |
| Otwarte     |          | æ        |           | ʌ         | ɑː      | ɒ     |

### Spółgłoski
Angielski system spółgłoskowy jest bliższy polskiemu niż samogłoskowy, choć istnieją spółgłoski charakterystyczne dla tego języka oraz zbliżone, różniące się miejscem artykulacji w porównaniu np. z polskimi: /d/, /t/ i /n/ jest wymawiane z językiem przyciśniętym do wału dziąsłowego, a nie zębów. Spółgłoski dźwięczne w zapisie są dźwięczne w wymowie, a ubezdźwięcznienie powoduje zmianę znaczenia wyrazu (para minimalna), np. /let/ – /led/.
|                     | Dwuwargowe | Wargowo- zębowe | Międzyzębowe | Dziąsłowe | Zadziąsłowe | Podniebienne | Miękkopodniebienne | Krtaniowe |
| ------------------- | ---------- | --------------- | ------------ | --------- | ----------- | ------------ | ------------------ | --------- |
| zwarte              | p b        |                 |              | t d       |             |              | k ɡ                |           |
| nosowe              | m          |                 |              | n         |             |              | ŋ                  |           |
| szczelinowe         |            | f v             | θ ð          | s z       | ʃ ʒ         |              |                    | h         |
| zwarto- szczelinowe |            |                 |              |           | tʃ dʒ       |              |                    |           |
| półotwarte          |            |                 |              | ɹ         |             | j            | w                  |           |
| boczne              |            |                 |              | l         |             |              |                    |           |

W języku angielskim nie wszystkie wyrazy wymawia się z jednakowym naciskiem, jak również wiele wyrazów brzmi w różny sposób w różnym kontekście w zdaniu. Istnieją tzw. formy słabe, które pojawiają się w nieakcentowanych pozycjach: inna jest np. wymowa: Yes, I could /jes aɪ 'kʊd/ i I could go there /aɪ kəd'gəʊ ðeə/. Osłabieniu ulegają zwłaszcza czasowniki modalne, zaimki, przyimki. Obecność form słabych jest o wiele częstsza w mowie potocznej, niż w języku mediów czy oficjalnych przemówień.

### Uproszczona transkrypcja
80-100%
     60-80%
     40-60%
     20-40%
     0-20%

Odsetek ludności z krajów świata ze znajomością języka angielskiego:
80-100%
60-80%
40-60%
20-40%
0-20%

Wymowę RP można też zapisywać za pomocą uproszczonej transkrypcji IPA („simplified” lub „extra-broad”), wprowadzonej przez Daniela Jonesa. Zapisuje się w niej r zamiast ɹ oraz stosuje następujące symbole samogłosek:
|             | Przednie | Przednie | Centralne | Centralne | Tylne   | Tylne |
| długie      | krótkie  | długie   | krótkie   | długie    | krótkie |       |
| ----------- | -------- | -------- | --------- | --------- | ------- | ----- |
| Przymknięte | iː       | ɪ        |           |           | uː      | e     |
| Średnie     |          | e        | əː        | ə         | oː      |       |
| Otwarte     |          | a        |           | ʌ         | aː      | o     |

| Dwugłoski    | Zamykające | Zamykające |       | Centrujące |
| Dwugłoski    | do /ɪ/     | do /ʊ/     |       | Centrujące |
| Od wysokiego |            |            | iə uə |            |
| od średniego | ei ɔi      | ou         | eə    |            |
| od niskiego  | ai         | au         |       |            |

### Akcent
Akcent i intonacja to ważne cechy prozodyczne języka angielskiego. Akcent wyrazowy jest niejednolity, jak również ma funkcję dystrybutywną; to produce /tə prɒd'juːs/ akcentowane na ostatnią sylabę oznacza „produkować”, podczas gdy some produce /sʌm ˈprɒdjuːs/ to produkty rolne (owoce i warzywa).

### Intonacja
Intonacja języka angielskiego jest bogata w melodie i przy jej pomocy można wyrazić nieraz więcej niż przez treść samych wyrazów. Tak to ujął badacz angielskiej fonetyki Wiktor Jassem: Anglicy nie należą na ogół do ludzi wielosłownych. Fakt ten w pewnej mierze znajduje odbicie w tym, że zamiast szerszego objaśnienia Anglik wyraża często pewną myśl, nadając stosunkowo krótkiej wypowiedzi odpowiednią intonację. Oto 9 sposobów na intonację słowa „Yes”:
1. najbardziej naturalny, zwykłe stwierdzenie faktu bez emocji[19]
2. wygłaszany z zaangażowaniem emocjonalnym, wyraża zdziwienie, zaskoczenie, irytację
3. rutynowe, niezaangażowane
4. zależy od wyrazu twarzy przy wypowiadaniu, jeśli twarz jest pogodna, wyraża współczucie i sympatię, jeśli wyraz twarzy jest ponury, brzmi złowieszczo
5. wyraża szok i niedowierzanie
6. zakłopotanie, lekkie zażenowanie tym, co właśnie zostało powiedziane
7. znudzenie, ironia, sarkazm
8. niepewność, zwątpienie
9. silne zaangażowanie emocjonalne, w zależności od wyrazu twarzy może być to zachwyt, wyzwanie, samozadowolenie.

Intonacja zdań oznajmujących jest opadająca. Nieco inaczej jest w pytaniach. Intonacja wznosząca, charakterystyczna np. dla języka polskiego, jest możliwa tylko w pytaniach o rozstrzygnięcie (Yes/No questions). W przypadku pytań o uzupełnienie, zwanych również szczegółowymi lub Wh- questions, intonacja opada:

## Gramatyka języka angielskiego
Język angielski jest językiem pozycyjnym i analitycznym (duże znaczenie odgrywają czasowniki posiłkowe), choć występują też pewne elementy fleksji. Są to relikty indoeuropejskiego systemu deklinacji i koniugacji, w pełni zachowanego w językach słowiańskich i łacinie, a częściowo w staroangielskim. Odmiana przez przypadki dotyczy zaimków, rzeczowniki posiadają tylko dopełniacz (Saxon genitive), tworzony z końcówką –’s.
W języku angielskim występują przedimki: określony the i nieokreślony a(n). Formy an używa się przed wyrazami wymawianymi z nagłosową samogłoską – an hour, ale a union. Co niezwykłe wśród języków indoeuropejskich, nie istnieje kategoria rodzaju gramatycznego, z wyjątkiem zaimków trzeciej osoby liczby pojedynczej.

### Przedimek
Przedimek w języku angielskim to nieodmienna część mowy determinująca rzeczownik. Przedimka zwykle nie tłumaczy się na język polski. Czasami można go oddać jako zaimek ten, ta, to (przedimek określony), jakiś, jakaś, jakieś (przedimek nieokreślony).
Przedimkiem jest wyraz występujący przed rzeczownikiem albo frazą rzeczownikową (np. przymiotnik + rzeczownik). W języku angielskim rozróżnia się dwa rodzaje przedimków:
- a/an – nieokreślone;
- the – określony.

Przedimek (zwany article lub determiner) określa, czy desygnaty są znane mówiącemu i rozmówcy. Jeśli są znane, używa się przedimka określonego. W przeciwnym wypadku stosowany jest przedimek nieokreślony. Przedimków a/an używa się wyłącznie przed rzeczownikiem policzalnym w liczbie pojedynczej, Oznacza on dowolny element z danego zbioru, innymi słowy pojedynczy choć nie wyjątkowy element: My father is a teacher → Mój ojciec jest nauczycielem. Jest jednym ze zbioru nauczycieli.
- Używany jest, gdy dana osoba lub rzecz pojawia się w tekście, rozmowie itp. po raz pierwszy[22] – pozostaje ona dla rozmówcy bliżej nieokreślona. Jeśli zostanie wymieniona po raz kolejny, otrzymuje przedimek the: Once we had a dog and a cat. But the dog was always eating the cat’s dinner. In the end, we gave the dog to a friend.

Przedimek określony the jest najpopularniejszym słowem angielskim. Kontrastuje z przedimkiem nieokreślonym a i z przedimkiem zerowym. The ma zawsze tę samą formę. Przedimek określony stosuje się do opisu określonego przedmiotu, osoby bądź stanu. Zarówno mówiący, jak i jego rozmówca wiedzą, o czym dokładnie jest mowa: We left the car in the garage → Zostawiliśmy auto w garażu. Mówiący wie, jakie to auto i zna (przynajmniej ze słyszenia) dom, w którym samochód zaparkowano. Have you visited the castle? → Czy zwiedziłeś zamek? Zarówno mówiący, jak i odbiorca komunikatu wiedzą, w jakim mieście zamek się znajduje.
Większość rzeczowników występuje z poprzedzającymi je przedimkami określonymi bądź nieokreślonymi. Brak przedimka określa się jako przedimek zerowy.
Istnieją trzy podstawowe sytuacje, kiedy pojawia się przedimek zerowy:

### Rzeczownik
Rzeczownik angielski ma trzy formy gramatyczne: liczby pojedynczej, liczby mnogiej i (zwłaszcza rzeczowniki oznaczające osoby i zwierzęta) dopełniacza. Forma dopełniacza jest zawsze regularna, formy liczby mnogiej wykazują niekiedy pewne odstępstwa. Rzeczowniki dzielą się na dwie grupy: policzalne i niepoliczalne, a podział ten determinuje ich zachowanie się w zdaniu, zwłaszcza przyjmowanie odpowiedniego przedimka. Rzeczowniki angielskie mogą być proste lub złożone.

#### Rodzaj gramatyczny
W języku angielskim osoby płci męskiej przyjmują zaimek he, żeńskiej she, obiekty z nieistniejącą bądź nierozpoznaną płcią przyjmują zaimek nieokreślony it.
Istnieje możliwość nadania rodzaju gramatycznego rzeczom bądź zwierzętom, zwłaszcza jeśli przyjmuje się, że mają osobowość, inteligencję bądź uczucia. Najczęściej spotyka się to w odniesieniu do zwierząt domowych: psów, kotów, koni: Find the cat and let her out → Znajdź kota i go wypuść. Pociąga to również zmianę zaimka względnego: She’s an old dog, who likes to sleep much → To stara suka, która lubi dużo spać.

#### Rzeczowniki policzalne i niepoliczalne
W języku angielskim rzeczowniki dzieli się na dwie grupy: policzalne (countable) i niepoliczalne (uncountable). Rzeczowniki z grupy policzalnych zasadniczo opisują desygnaty, które dadzą się policzyć. Przyjmują zarówno przedimek nieokreślony a/an, jak i liczebniki: a cat, three pigs. Rzeczowniki policzalne mają formę zarówno liczby pojedynczej, jak i mnogiej: hand – hands, a baby – babies.
Rzeczowniki niepoliczalne (uncountable, mass nouns) opisują desygnaty będące nazwami materiałów, cieczy, pojęć abstrakcyjnych, zbiorów i innych rzeczy postrzeganych jako masy bez konkretnych granic, a nie jako oddzielne obiekty. Z tymi rzeczownikami nie używa się liczby mnogiej ani liczebników (od tej zasady istnieje kilka wyjątków): water, weather, wool, money.

#### Dopełniacz saksoński
W języku angielskim nie istnieje rozbudowany system przypadków, do dzisiejszych czasów zachował się jedynie dopełniacz.
Dopełniacz saksoński zapisuje się następująco
| liczba pojedyncza         | rzeczownik + ’s | my father’s car     |
| liczba mnoga              | rzeczownik + ’  | my parents’ house   |
| nieregularna liczba mnoga | rzeczownik + ’s | the children’s room |

- Dopełniacz saksoński używany jest najczęściej do mówienia o relacji własności i charakterystyce fizycznej, w szczególności, jeśli pierwszy wyraz oznacza osobę, zwierzę, firmę, kraj lub grupę osób[30]:
  - That’s my father’s house. → To dom mojego ojca.
  - Mary’s brother is a lawyer. → Brat Mary jest adwokatem.
  - Poland’s climate is getting warmer. → Klimat Polski się ociepla.

#### Liczba mnoga
Liczbę mnogą w języku angielskim tworzy się w większości przypadków przez dodanie –s do formy słownikowej:
- car → cars,
- taxi → taxis,
- week → weeks.

### Zaimek
Zaimek to część mowy zastępująca rzeczownik albo frazę rzeczownikową. Zaimki mogą być określone lub nieokreślone.
Formy angielskich zaimków osobowych
|                     | Mianownik         | Dopełnienie        | Zaimki zwrotne                     | Przymiotniki dzierżawcze | Zaimki dzierżawcze     |
| ------------------- | ----------------- | ------------------ | ---------------------------------- | ------------------------ | ---------------------- |
| 1st pers. sing.     | I                 | me                 | myself                             | my                       | mine                   |
| 2nd pers. sing./pl. | you               | you                | yourself/yourselves                | your                     | yours                  |
| 3rd pers. sing.     | she, he, they, it | her, him, them, it | herself, himself, themself, itself | her, his, their, its     | hers, his, theirs, its |
| 1st pers. pl.       | we                | us                 | ourselves                          | our                      | ours                   |
| 3rd pers. pl.       | they              | them               | themselves                         | their                    | theirs                 |

W języku angielskim używa się zaimka you, który oznacza zarówno ty, wy, jak również pan, pani, państwo. Można użyć jednak w zdaniu z you zwrotów grzecznościowych, np. sir czy madam.

### Przymiotnik
W języku angielskim przymiotnik nie odmienia się przez liczby ani nie ma charakterystycznej końcówki, po której byłby rozpoznawalny, choć istnieją grupy przymiotników o charakterystycznych końcówkach:
- –al: actual, final, general
- –ed: confused, surprised, stoned
- –ic: basic, atomic, generic
- –ent: prominent, efficient, prurient
- –ble: visible, recognisable, probable
- –ing: amusing, terrifying, growing
- –ive: deceptive, attractive, sensitive
- –(l)y: angry, dirty, funny
- –an: American, human, indian
- –ous: cantankerous, furious, ominous
- –ar: popular, regular, similar
- –ful: colourful, grateful, respectful
- –less: careless, topless, harmless.

Przymiotnik może w zdaniu zajmować miejsce przydawki i orzecznika. Najczęstszą pozycją przymiotnika jest przydawka określająca rzeczownik. Istnieją przymiotniki, mogące wystąpić jedynie w tej pozycji, np. chief, fellow, utter, upper: a main road, the chief inspector.
| Mod  | Adj           | N     |
| ---- | ------------- | ----- |
| a    | young         | woman |
|      | tall          | trees |
| some | hot           | water |
| our  | national      | sport |
| a    | tall young    | woman |
| a    | beautiful old | town  |

### Przysłówek
Przysłówek angielski jest bardzo zróżnicowany. Może charakteryzować się końcówką –ly, może mieć formę tożsamą z przymiotnikiem, a jego znaczenie determinuje wtedy miejsce w zdaniu.
Przysłówki można podzielić na następujące kategorie według ich znaczenia:
- sposobu: well, how, quickly, hard, fast,
- miejsca: up, there, above, upstairs,
- czasu: now, then, soon, afterwards, recently,
- stopnia: quite, much, so, too, really, pretty, fairly,
- częstotliwości: never, always, often, seldom, generally.

### Czasownik
Czasownik angielski jest częścią mowy z największą liczbą form i zastosowań. Czasowniki pod względem zachowania w zdaniu dzielą się na trzy grupy: posiłkowe, modalne i zwykłe. Angielski czas ma dwie formy morfologiczne: czasy teraźniejszy i przeszły, pozostałe tworzy przy użyciu czasowników modalnych i posiłkowych. Czasownik angielski może występować w 4 czasach: teraźniejszym, przeszłym, przyszłym i przyszłym w przeszłości, 3 stronach: czynnej, biernej i zwrotnej oraz 4 trybach: orzekającym, rozkazującym, przypuszczającym i łączącym.

#### To be
Czasownik to be („być”) używany jest w swym znaczeniu podstawowym oraz jako czasownik pomocniczy do tworzenia czasów ciągłych.
Odmienia się nieregularnie:
| Forma oznajmująca           | Forma pytająca                | Forma przecząca                     |
| --------------------------- | ----------------------------- | ----------------------------------- |
| I am, I was                 | am I?, was I?                 | I am not, I was not                 |
| you are, you were           | are you?, were you?           | you are not, you were not           |
| he/she/it is, he/she/it was | is he/she/it?, was he/she/it? | he/she/it is not, he/she/it was not |
| we are, we were             | are we?, were we?             | we are not, we were not             |
| you are, you were           | are you?, were you?           | you are not, you were not           |
| they are, they were         | are they?, were they?         | they are not, they were not         |

W języku mówionym stosuje się następujące skróty:
- are + not → aren’t
- were + not → weren’t
- is + not → isn’t.

Forma imiesłowu przeszłego biernego: been.
Czasownik ten nie tworzy również form z czasownikiem posiłkowym do. W zdaniu przeczącym stawia się przeczenie bezpośrednio przy czasowniku głównym formie osobowej. W zdaniu pytającym następuje przestawienie podmiotu i orzeczenia. Na przykład: I am not French. → Nie jestem Francuzem. Are you there? → Jesteś tam?. Who are you? → Kim jesteś?

#### To have
Czasownik oznacza mieć i odmienia się nieregularnie. W formie pytającej i przeczącej możliwe są dwa warianty: tworzenie pytań przez inwersję i (zwłaszcza w odmianie amerykańskiej) z operatorami do, does, did.
Czasownika have używa się przede wszystkim do informowania o własności, stosunkach i innych stanach: They have three cars → Oni mają trzy samochody

#### Czasy morfologiczne
W języku angielskim występują dwa czasy morfologiczne – teraźniejszy i przeszły. Łącznie z konstrukcjami gramatycznymi można wyróżnić szesnaście czasów gramatycznych i konstrukcji osadzających czynności w odpowiednim czasie. Wyróżnia się cztery kategorie czasowe:
- czas teraźniejszy,
- czas przeszły,
- czas przyszły,
- czas przyszły w przeszłości.

Każdy występuje w czterech aspektach precyzujących usytuowanie czynności w czasie: prostym, postępującym (zwanym niekiedy ciągłym), przeszłym i przeszłym ciągłym. Poniższa tabela przedstawia przykładowe zdanie w 16 czasach strony czynnej (Present Simple: I do → robię):
| Czasy (Tense) / aspekty czasowe             | Simple     | Progressive      | Perfect           | Perfect Progressive     |
| ------------------------------------------- | ---------- | ---------------- | ----------------- | ----------------------- |
| Present (teraźniejszy)                      | I do       | I am doing       | I have done       | I have been doing       |
| Past (przeszły)                             | I did      | I was doing      | I had done        | I had been doing        |
| Future (przyszły)                           | I will do  | I will be doing  | I will have done  | I will have been doing  |
| Future in the past (Przyszły w przeszłości) | I would do | I would be doing | I would have done | I would have been doing |

Aspekty progressive (postępujący).
Wyboru czasu gramatycznego w zdaniu dokonuje się w zależności od sytuacji.

#### Strona bierna
Oznacza, że czynność jest wykonywana na podmiocie. Zasadniczą różnicą między angielskim i większością języków jest to, że podmiotem w zdaniu w stronie biernej może stać się również dopełnienie dalsze:
- She was given a chance. – dano jej szansę.

Strona bierna nie może być utworzona w czasach z rodziny Perfect Progressive.

#### Strona zwrotna
Oznacza wykonywanie czynności przez podmiot na samym sobie. Używa się do tego celu partykuły o konstrukcji zaimek w formie dopełnienia + self w liczbie pojedynczej lub selves w liczbie mnogiej.
| myself                 | ourselves  |
| yourself               | yourselves |
| himself herself itself | themselves |

Jest to jedyny przypadek w języku, gdy druga osoba liczby pojedynczej różni się od liczby mnogiej.
Strona zwrotna nie występuje w relacjach wzajemnych (reciprocal). Używa się wtedy each other, w l.mn. one another.
- They washed themselves. – umyli się (każdy siebie),
- They washed each other. – umyli się (wzajemnie).

### Składnia
Podstawowym szykiem zdania jest SVO, podobnie jak w języku polskim. Wyrazy określające poprzedzają określane. Szyk zdania jest mniej swobodny niż w języku polskim.
W języku angielskim istnieją tzw. okresy (tryby) warunkowe. Używa się ich, kiedy mówi się o jakiejś czynności, która może zostać wykonana (lub nie), jeśli zostanie spełniony jakiś warunek. Wyróżnia się następujące okresy warunkowe:
Zdanie podrzędne warunkowe jest typem zdania podrzędnego okolicznikowego. Zdarzenie opisane w zdaniu głównym zajdzie, jeśli zostanie spełniony określony warunek, przy czym kolejność zdań jest dowolna: If it rains, we’ll get wet → Jeśli będzie padać, zmokniemy. The door opens if you press the button → Drzwi się otworzą, jeśli naciśniesz przycisk. Zdanie warunkowe mogą wprowadzać:
- if → „jeśli”
- unless (if... not lub except... if) → „o ile nie”
- provided that, providing that → „pod warunkiem, że”, „zakładając, że”
- on condition that → „pod warunkiem, że”, określenie formalne
- Imagine → „wyobraź sobie”
- supposing → „zakładając”
- as long as → dosł. „tak długo jak...”, „dopóty ..., dopóki ...”.

Istnieją trzy (według niektórych podręczników gramatyki cztery) tzw. okresy warunkowe, czyli konstrukcje gramatyczne służące do określania związków między wydarzeniem i warunkiem. Oprócz tego istnieje kilka okresów mieszanych.
Przegląd form trybu warunkowego:
| Okres | Zdanie nadrzędne                                      | If         | Zdanie podrzędne                       |
| ----- | ----------------------------------------------------- | ---------- | -------------------------------------- |
| 0     | Present Simple, Present Progressive                   | if         | Present Simple, Present Progressive    |
| 1     | Future Simple, Future Progressive, czasowniki modalne | if, unless | Present Simple, Present Progressive    |
| 2     | would + inf                                           | if         | Past Simple, Past Progressive          |
| 3     | would + Past Participle                               | if         | Past Perfect, Past Perfect Progressive |

Przykłady na poszczególne okresy warunkowe:
- zero conditional, np. If she goes in the rain, she gets wet. → Jeśli wyjdzie w deszcz, to się zmoczy. (zdanie zawsze prawdziwe)
- first conditional, np. If he really loves Cindy, he will ask her to be his wife. → Jeśli naprawdę kocha Cindy, poprosi ją o rękę. (warunek możliwy do spełnienia)
- second conditional, np. If I were you, I would go to a doctor. → dosł. Gdybym był tobą, poszedłbym do lekarza. (Na twoim miejscu poszedłbym do lekarza.) (sytuacja hipotetyczna, nierealistyczna)
- third conditional, np. If she had come earlier, she would have met with Tom. → Gdyby (była) przyszła wcześniej, spotkałaby się (byłaby się spotkała) z Tomem. (warunek niemożliwy do spełnienia, bo dotyczy przeszłości)

Uwaga! Można łączyć m.in. zdania z II i III okresu warunkowego, powstaje wówczas mixed conditional, np. If he wasn’t so shy, he would have told her it → Gdyby nie był tak nieśmiały, powiedziałby (był) jej to.; If he hadn’t purchased this item, he wouldn’t get into trouble now. → Gdyby nie (był) kupił tej rzeczy, nie miałby teraz problemów.

## Odmiany języka angielskiego
Ze względu na kolonialną historię Wielkiej Brytanii w czasach nowożytnych język angielski ma wiele terytorialnych standardów i dialektów nieliterackich, które dość znacznie różnią się od standardu brytyjskiego. Z uwagi na rozwój transportu, komunikacji i mediów formy literackie pozostają jednak wzajemnie zrozumiałe. Do odmian terytorialno-etnicznych zaliczają się odmiany: amerykańska, australijska, południowoafrykańska, indyjska i jamajska. Angielszczyzna w obrębie samych Wysp Brytyjskich również wykazuje wysoki stopień zróżnicowania.

### Amerykańska odmiana języka angielskiego
Podstawowe cechy fonetyki amerykańskiej to rotacyzm (wymawianie /r/), występowanie /æ/ tam, gdzie Brytyjczycy wymawiają /ɑː/, i tak słowa after, plant będą w RP wymawiane /ˈɑːftə/, /plɑːnt/, a w amerykańskim angielskim /ˈæːftər/, /plæːnt/, /ɒ/ rekompensowane przez /ɑː/, np. cod, bottle, spot, pocket.

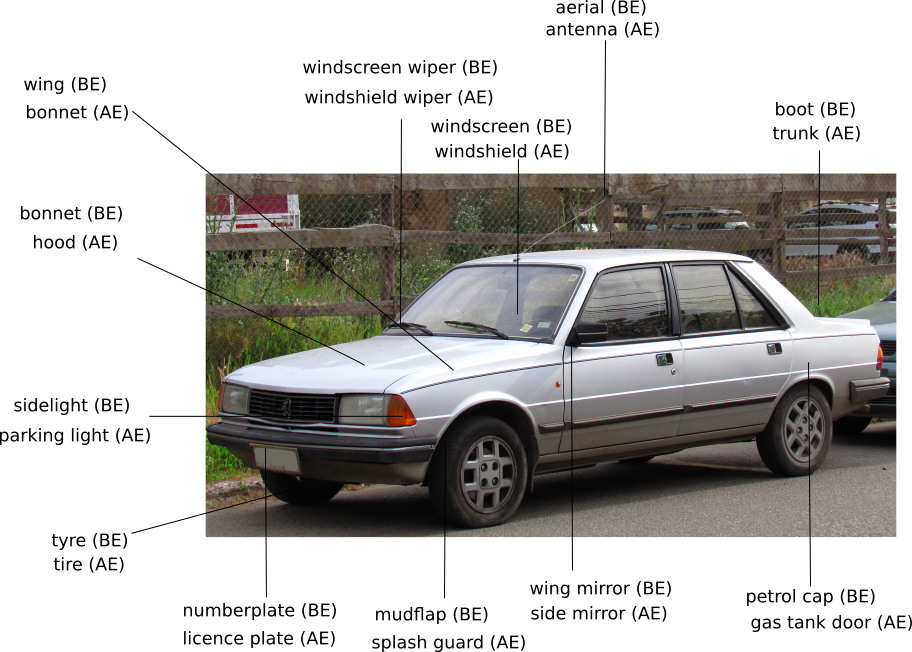
Różnice nazwy części samochodu w amerykańskiej i brytyjskiej angielszczyźnie

Istnieją znaczne różnice w słownictwach amerykańskim i brytyjskim; dotyczą one różnych dziedzin życia, zwłaszcza tych, które rozwinęły się stosunkowo niedawno, np. motoryzacja.
Istnieje kilka różnic w pisowni wyrazów o specyficznych cechach, takich jak końcówka:
- Wyrazy zakończone w brytyjskim języku na –our, w amerykańskim kończą się na –or: parlor, color.
- Wyrazy zapożyczone z łaciny, mające w temacie ae i oe, w pisowni amerykańskiej pisane są przez e: anemia, fetus, edema, estrogen.
- Wyrazy z podwójnym l mają tendencję do jego „gubienia” w amerykańskiej wersji języka: councilor, chili, libelous, hosteler, marvelous.
- Słowa zakończone w brytyjskim na –ence, zmieniają końcówkę na –ense: pretense, defense.
- Brytyjskie –ise w języku amerykańskim pisane jest –ize: recognize.

### Australijska odmiana języka angielskiego
Istnieją trzy rodzaje akcentu australijskiego: broad, general i cultivated. Broad to kontinuum akcentów lokalnych, cultivated przypomina akcenty brytyjskie i jest ich naśladownictwem, natomiast general to wariant pośredni między obydwoma wersjami i jest najczęściej używany. Akcent broad ma tendencje przesuwania samogłosek do pozycji frontowej, w stronę /i/, /e/ i /æ/, podczas gdy pozostałe akcenty preferują wymowę tylną.
Odmiana australijska opiera się w głównej mierze na standardowej angielszczyźnie brytyjskiej, ze znacznymi naleciałościami amerykańskiej odmiany tego języka, pewnymi elementami zapożyczonymi z języków europejskich oraz nielicznymi słowami zapożyczonymi z języków aborygeńskich. Zapożyczeniem z języków aborygeńskich są słowa takie jak: „kangaroo” czy „boomerang” (bumerang).

## Wpływ na język polski
Z języka angielskiego do polskiego przechodzi duża liczba wyrazów (anglicyzmów). Są to przeważnie terminy naukowo-techniczne, głównie o źródłosłowie grecko-łacińskim (np. akronim „laser” itp.), a także określenia związane z kulturą masową (np. „baseball”, „jazz”, „football”).
Przyjęły się też pewne angielskie wyrażenia potoczne i wykrzykniki, jak np. „OK”, „sorry”, „oops”, „wow”. Zaobserwować można też zmianę sposobu wymawiania zapożyczeń z innych języków na rzecz ich wymowy w jęz. ang., np.: „image” /ˈɪmɪdʒ/ czy „quiz” [kʰw̥ɪz].

## Wpływ języka polskiego
Przykładem wpływu języka polskiego na język angielski jest pisownia przymiotnika i rzeczownika narodowego „Czech” (Czech, czeski) i „Czechoslovakia” (Czechosłowacja).